# Ярош Артур Володимирович
Арту́р Володи́мирович Ярош (нар. 17 лютого 1989, с. Петропавлівська Борщагівка, Києво-Святошинський район, Київська область, Українська РСР — пом. 1 березня 2015, м. Авдіївка, Донецька область, Україна) — молодший сержант, снайпер-розвідник 11-го ОМПБ «Київська Русь». Позивний «Лор».

## Життєпис
Народився 1989 року в селі Петропавлівська Борщагівка Києво-Святошинського району Київської області. Був єдиним сином у батьків. З 1996 по 2004 навчався в середній загальноосвітній школі № 140 Святошинського району міста Києва, а з 2004 продовжив навчання в ліцеї № 4 (тепер Київський професійний електромеханічний ліцей), який закінчив у 2007 році.
Трудовий шлях розпочав на Державному підприємстві «Антонов». У 2009 пішов на строкову військову службу, служив у складі екіпажу БТР, отримав звання молодшого сержанта. Після армії, в 2010 році повернувся на завод, де працював фрезерувальником 3-го розряду. У 2013 вирішив продовжити навчання і вступив до Київського авіаційного технікуму. Проживав в селі Чайки Києво-Святошинського району.
У зв'язку з російською збройною агресією проти України призваний за частковою мобілізацією 17 червня 2014 року до лав 11-го батальйону територіальної оборони Київської області «Київська Русь» (восени 2014 тербат перетворений на мотопіхотний), сам зголосився бути розвідником.
Молодший сержант, снайпер 3-го відділення взводу розвідки 11-го окремого мотопіхотного батальйону «Київська Русь». Брав участь в антитерористичній операції на сході України. 5 серпня 2014 дістав поранення в районі міста Дебальцеве, лікувався у госпіталі та вже в листопаді знову повернувся до взводу.
Загинув 1 березня 2015 в бою з диверсійно-розвідувальною групою противника, яка підійшли до українського опорного пункту «Шахта» (вентиляційний ствол шахти «Бутівка-Донецька», розташованого між окупованим Спартаком і Авдіївкою в районі Донецького аеропорту). Біля Артура розірвалася граната, що була випущена терористами з підствольного гранатомету. Він прийняв на себе всі осколки, врятувавши життя бойового побратима.
Похований на новому кладовищі рідного села Петропавлівська Борщагівка. Залишилася мати.

## Нагороди та вшанування
Указом Президента України № 270/2015 від 15 травня 2015 року, «за особисту мужність і високий професіоналізм, виявлені у захисті державного суверенітету та територіальної цілісності України, вірність військовій присязі», нагороджений орденом «За мужність» III ступеня (посмертно).
22 травня 2015 у Святошинському районі м. Києва на території СЗШ № 140 відбулося відкриття меморіальної дошки на честь загиблого випускника школи Артура Яроша.